# Diaethria panthalis
Diaethria panthalis är en fjärilsart som beskrevs av Eduard Honrath 1884. Diaethria panthalis ingår i släktet Diaethria och familjen praktfjärilar. Inga underarter finns listade i Catalogue of Life.